# 胡胜高
胡胜高（1956年—），男，汉族，浙江温州人，中国航海模型运动员，运动健将。四次荣获体育运动荣誉奖章。